# Richard Páez
Richard Alfred Mayela Páez Monzón (ur. 31 grudnia 1952 w Méridzie) - były wenezuelski piłkarz występujący najczęściej na pozycji pomocnika lub napastnika. Obecnie trener.

## Początki
Páez urodził się jako 4 z 12 dzieci Guillermo Enrique Páeza i Dory Alicii Monzón.

## Kariera klubowa
Podczas trwającej 10 lat kariery piłkarskiej przewijał się przez kluby takie jak Estudiantes de Mérida, Portuguesa, Deportivo Táchira i ULA Mérida. Z drugim i trzecim z wymienionych zespołów jednokrotnie zdobywał tytuł mistrza Wenezueli.

## Kariera reprezentacyjna
Richard Páez występował w kilku wenezuelskich młodzieżówkach, a w dorosłej kadrze zaliczył występy na Copa América 1975 i Copa América 1979.

## Kariera trenerska
Swoją karierę trenerską Páez rozpoczął w wieku 39 lat. Objął funkcję menadżera ULA Mérida, a następnie trenował Deportivo Táchira i Estudiantes de Mérida. W 2001 roku został selekcjonerem reprezentacji Wenezueli. Brał z nią udział w Copa América 2001 (faza grupowa), 2004 (faza grupowa) i 2007 (ćwierćfinał), jak również w eliminacjach do MŚ 2002 (nie zakwalifikowała się), MŚ 2006 (nie zakwalifikowała się) i MŚ 2010 (nie zakwalifikowała się). Mimo to kadra pod jego przywództwem notowała stałe postępy. W 2007 niespodziewanie złożył dymisję, a rok później objął peruwiańską Alianzę. Po kilku nieudanych spotkaniach został zwolniony. 2 czerwca 2010 został trenerem kolumbijskiego zespołu Millonarios.

## Życie prywatne
Páez z wykształcenia jest lekarzem o specjalizacji ortopedii i chirurgii ogólnej. Ze swoją żoną Yajanirą ma syna Ricardo, który jest piłkarzem i ma za sobą występy w reprezentacji Wenezueli.